# 親密損友
《親密損友》（英語：Heart's Beat for Love），是香港亞洲電視製作的青春處境劇，以高清技術拍攝，由關楚耀、高皓正、趙碩之、趙彤、吳啟華、方皓玟、呂晶晶、快必、譚杏藍等領銜主演，此劇為2011 aTV節目巡禮劇集之一，監製為鄧特希。
本劇是亞視免費電視時期最後一套自家製電視劇，從本劇推出到2016年免費電視牌照期滿之前，亞視因公司資金問題而不再推出自製劇集，改以外購、合拍及重播經典劇集代替。直到2022年，轉戰網絡電視的亞視透過旗下品牌「亞洲心動娛樂」，推出的時裝懸疑劇集《逐流時代》，才打破11年沒有自製劇集推出的局面。

## 節目簡介
《親密損友》由「金牌監製」鄧特希監製，以六位時尚上班族為主角，反映新一代年輕人的生活面貌，他們各有理想，有著不同的背景，因機緣巧合聚在一起。
劇中請來監製鄧特希好友吳啟華友情客串，飾演一位心理治療師，與劇中年輕男女「傾密計」作心靈對話，為他們處理棘手感情煩惱，解開心結。
本劇為歌手關楚耀首次擔任男主角的電視劇，亦是高皓正離開無綫電視後首套電視劇。

## 故事大綱
趙永漢（關楚耀飾）與江若寧（趙碩之飾）選擇於2007年7月1日結婚，正是香港回歸十周年的重要日子，意義在於要見證他們的感情50年不變，但最終婚姻只維持了兩年。
與多數年輕人一樣，他們的邂逅雖然平淡但熱戀極為甜蜜，結婚是沒有經過深思熟慮的決定，出問題之後，離婚成了唯一解脫方法。
被背叛的若寧對永漢雖仍有一絲恨意，經常在生活上無可避免的接觸當中會為小事賭氣；隨著時間的過去，人生閱歷豐富，即使工作上遇到挫折，也能迎刃而解，處理人際關係亦變得圓、世故；雙方均出現過不少情緣，即使都是無疾而終，也因此明白到要維持一段關係，並不是只有愛便足夠，要互相包容和體諒；永漢與若寧的思想越來越成熟，關係也出現了微妙的變化。
王志強（高皓正飾）與鄺碧芝（譚杏藍飾）是中學同學，因為一次示威、一小塊石子、一小塊戲言，擁有一顆恨嫁的心的碧芝便視王志強為最後的港灣，要是她在25歲生日之前仍未能出嫁，便要王志強兌現承諾，娶她為妻；王志強一直以為是很長遠的事，但一晃眼五年過去，碧芝仍孑然一身，距離碧芝25歲生日又時間無多，雖然只是戲言，王志強開始意識到作為她的好友，也要為碧芝的終身幸福著急，所以竭盡所能為她物色對象，相反，碧芝就不顧一切的破壞王志強的好事。
鄺澤佳（快必飾）與關淑萍（方皓玟飾）的搭配是達到「在感情世界裡，什麼都有可能」的效果，事實上，鄺澤佳開始追求思琪初期，只是抱著一試無妨的心態，及後卻發現誠意是打動所有女性的最佳武器。

## 播放平台
以下時間以當地時間為準
| 頻道       | 國家/地區 | 播放日期及時間           | 當地時區 |
| ---------- | --------- | ------------------------ | -------- |
| 亞視本港台 | 香港      | 2012年3月20日21:00-21:30 | UTC +8   |

註：
1. ↑  以播映時間先後排列

## 演員
| 演員   | 角色   | 人物性格                                                                     | 暱稱/關係          |
| 關楚耀 | 趙永漢 | 江若寧前夫 地產經紀 婆媽優柔寡斷                                             | Kelvin             |
| 高皓正 | 王志強 | 中學通識科教師 事事計算，自以為精明                                          | Zac                |
| 趙碩之 | 江若寧 | 酒店營業部經理 第13集被控偷竊                                                | Wylie              |
| 譚杏藍 | 鄺碧芝 | 中港貿易公司秘書 急欲求偶屢遇脂粉客 追求王志強                               | Hana               |
| 吳啟華 | 程醫生 | 心理治療師 徐耀敏之夫                                                        | Lawrence           |
| 呂晶晶 | 劉玉蓮 | 澤佳表叔兼業主 被懷疑曾變性 第24集澄清自己為女性 不懂與人相處的禮貌          | Samantha、表叔     |
| 趙彤   | 沈思琪 | 公關 感情事業不斷遇挫折                                                      | Yedda              |
| 快必   | 鄺澤佳 | 鄺碧芝唐弟 音樂人 好色                                                       | Donald、阿佳、肥仔 |
| 方皓玟 | 關淑萍 | 澤佳女友 醫院護士 極多疑善妒                                                 | Charmaine、小明    |
| 陳蕾   | 孫詠慈 | 服務員 發明星夢參加星光大道屢敗屢戰                                          | 阿Wing             |
| 何卓瑩 | 葉少雯 | 趙永漢分手情人 野心女保險經紀 患有精神病 仍不斷為永漢帶來麻煩 想與趙永漢復合 | Angel              |
| 姚佳雯 | 江美好 | 江若寧姑姐 咖啡室老闆娘                                                      | Eunice             |
| 劉錫賢 | 黃家傑 | 江美好兒時同窗 鰥夫 成功商人 少時留學英國 對玉蓮有意                         | Henry              |
| 姜皓文 | 霍德康 | 大律師 完美男人 所有女人的理想對象                                           | Martin             |
| 蔡國威 | 何少權 | 水吧 經常以黑社會背景自居 但極為尊重老闆娘                                   | 權哥               |
| 秦啟維 | 何有喜 | 沈思琪上司                                                                   | 何生               |
| 劉偉恒 | 劉德華 |                                                                              | Andy               |
| 譚凱琪 | 鍾家怡 |                                                                              | Zoie               |
| 陳嘉輝 | 馬生   | 鍾家怡丈夫                                                                   |                    |
| 江暉   | Alex   |                                                                              |                    |
| 韓國材 | 沙膽超 |                                                                              |                    |
| 鄺錦宏 |        | 性障礙病患                                                                   |                    |

## 收視
以下為該節目於亞洲電視本港台首播之收視紀錄：
| 集數  | 日期                  | 平均收視 | 百分比 |
| ----- | --------------------- | -------- | ------ |
| 1-4   | 2012年3月20日-3月23日 | 1點      | 3%     |
| 5-9   | 2012年3月26日-3月30日 | 1點      | 3%     |
| 10-14 | 2012年4月2日-4月6日   | 1點      | 3%     |
| 15-19 | 2012年4月9日-4月13日  | 1點      | 3%     |
| 20-24 | 2012年4月16日-4月20日 | 1點      | 3%     |

資料來源：CSM媒介研究（一個收視點約代表64,070名觀眾）

## 記事
- 2011年1月20日：於亞洲電視舉行造型記者會。[1]
- 2011年2月23日：多次未能聯絡尹蓁晞，監製鄧特希宣布改由趙彤接演其角色。[2]
- 2011年3月：亞洲電視開始播放宣傳片，指劇集4月播放；其後再分別改稱於5月和6月20日播放，但仍再次推遲。
- 2011年6月4日：快必於網上電台大鬧亞洲電視，被延遲劇集工作。[3]
- 2012年3月6日：亞洲電視推出官方網站表示3月19日起逢星期一至星期五21:00播出，但因要直播《2012行政長官候選人答問大會》而延至3月20日晚上21:00播出。
- 2012年6月1日：亞洲電視為加強劇集戲劇性，突然將劇集由鄧特希親自輯製的60集版本，加以剪輯至64集。效果不但不受觀眾討好，部分心水清觀眾更發現，由第54集起重播之前集數部分片段，不滿失去劇集連貫性，批評不尊重監製鄧特希。亞洲電視在結局篇宣傳片解釋，剪輯是為了讓觀眾加深記憶。

## 外部連結
- 親密損友 - 亞視官方網站
- 親密損友 - 亞視官方討論區
- 亲密损友剧情介绍[永久]

## 電視節目的變遷
| 香港 亞洲電視本港台 星期日 21:00-22:00 時段 | 香港 亞洲電視本港台 星期日 21:00-22:00 時段        | 香港 亞洲電視本港台 星期日 21:00-22:00 時段 |
| ------------------------------------------- | -------------------------------------------------- | ------------------------------------------- |
|                                             | 親密損友 睇真D (2012.03.25)                        |                                             |
| 撻著 (2011.11.27 - 2012.03.18)              | ATV亞洲星光大道 星級舞鬥 (2012.04.01 - 2012.04.08) |                                             |

| 香港 亞洲電視本港台 星期一至五 21:00-21:30 時段 | 香港 亞洲電視本港台 星期一至五 21:00-21:30 時段 | 香港 亞洲電視本港台 星期一至五 21:00-21:30 時段 |
| ----------------------------------------------- | ----------------------------------------------- | ----------------------------------------------- |
|                                                 | 親密損友 (2012.03.20 - 2012.06.15)              |                                                 |
| 義本同心 (2012.01.30 - 2012.03.15)              | 風之國 (2012.06.18 - 2012.06.29)                |                                                 |